# Nagykaposi Elemér
Nagykaposi Elemér (Csécs, 1940. szeptember 27. – Debrecen, 2012. július 22.) labdarúgó, hátvéd, edző, sportvezető.

## Pályafutása
A DASE csapatában kezdte a labdarúgást. Kezdetben fedezetként játszott, majd söprögetőként. 1962-ben igazolt a DVSC-hez. Az élvonalban 1962. augusztus 12-én mutatkozott be a Pécsi Dózsa ellen, ahol 0–0-s döntetlen született. 1966-ban egy idényt az Ózdi Kohász csapatában szerepelt. Ezt leszámítva 1973-as visszavonulásig DVSC-ban játszott. Az élvonalban összesen 82 mérkőzésen lépett pályára és két gólt szerzett. Szerepelt a B-válogatottban is. Az 1990–91-es idény tavaszi szezonjában a Loki vezetőedzője volt 15 mérkőzésen.